# Искрьо Мачев
Искрьо Мачев е роден на 22 февруари 1844 година в Панагюрище. Известен български възрожденец и учител, също така е другар и на председателят на Привременното правителство Павел Бобеков. Представител е на събранието в Оборище. По-късно Георги Бенковски го назначава за стотник и става член на Военния съвет. Искрьо Мачев е описан в книгата на Яна Язова „Бенковски“ и в книгата на Захарий Стоянов „Записки по българските въстания“ 
Почива на 11 юли 1904 г. в Панагюрище.

## Образование и учителска кариера
След като завършва трите класа, които има местното училище се цанява за учител в родното Панагюрище. На тази длъжност той работи до 1 септември 1869 година. През учебната 1869 – 1870 г.  Искрьо учи в Пловдивската семинария. След свършването на учебната година пак се завръща в Панагюрище, където наново се хваща с учителството. 
През учебната 1872 – 1873 г.  под ръководството на главния учител Найден поп Стоянов и Искрьо Мачев е открит първия гимназиален клас.
През 1899 – 900 г. трикласното девическо училище и мъжкото се сляти в едно, поради закриване на девическото училище, което сливане дава начало на панагюрската гимназия.

## В националноосвободителните борби
След учителската си кариера се заема революционна дейност. В подготовката на Априлските събития от 1876-та г. в Панагюрище той става един от двамата панагюрски представители в народното събрание в Оборище. И след това е член на Привременното правителство заедно с Павел Бобеков – председател, Найден Дринов, Симеон Хаджикирилов, Филип Щърбанов, Петър Щърбанов, Захари Койчев, Тодор Влайков, Марин Шишков Юруков, Кръстьо Гешанов, Иван Джуджев, и наричаният от всички „бай“ Петко Мачев.